# Arrondissement de Neuburg-Schrobenhausen
L'arrondissement de Neuburg-Schrobenhausen est un arrondissement  (Landkreis en allemand) de Bavière   (Allemagne) situé dans le district (Regierungsbezirk en allemand) de Haute-Bavière. 
Son chef lieu est Neuburg an der Donau.

## Villes, communes & communautés d'administration
(nombre d'habitants en 2006)
| Städte 1. Neubourg-sur-le-Danube, Große Kreisstadt (28 031) 2. Schrobenhausen (16 237) Märkte 1. Burgheim (4 653) 2. Rennertshofen (4 898) Verwaltungsgemeinschaften 1. Neuburg a.d.Donau avec les communes membres Bergheim et Rohrenfels 2. Schrobenhausen avec les communes membres Berg im Gau, Brunnen, Gachenbach, Langenmosen et Waidhofen Pas de Gemeindefreie Gebiete | Gemeinden 1. Aresing (2 699) 2. Bergheim (1 827) 3. Berg im Gau (1 190) 4. Brunnen (1 590) 5. Ehekirchen (3 738) 6. Gachenbach (2 299) 7. Karlshuld (5 035) 8. Karlskron (4 631) 9. Königsmoos (4 296) 10. Langenmosen (1 471) 11. Oberhausen (2 515) 12. Rohrenfels (1 498) 13. Waidhofen (2 146) 14. Weichering (2 305) |